# Nušl (cràter)

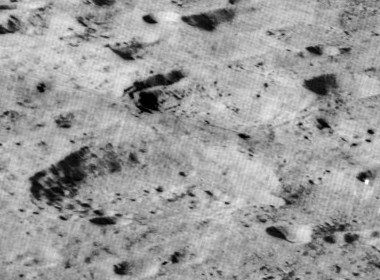
Imatge obliqua de la missió Lunar Orbiter 2 amb Trumpler sota el centre i Nušl per damunt del centre

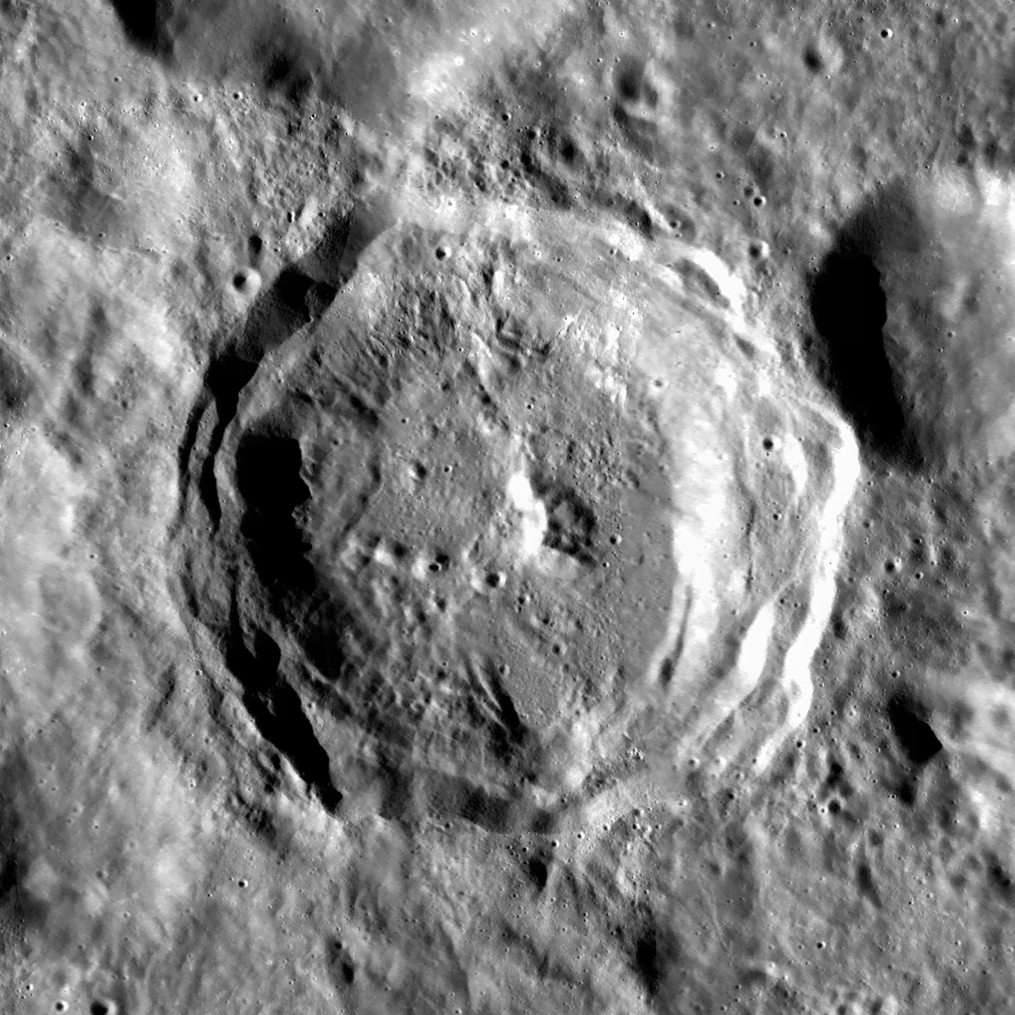
Fotografia de la missió Lunar Reconnaissance Orbiter

Nušl és un cràter d'impacte que es troba en la cara oculta de la Lluna, just al nord del cràter Trumpler, i a l'oest de Shayn.

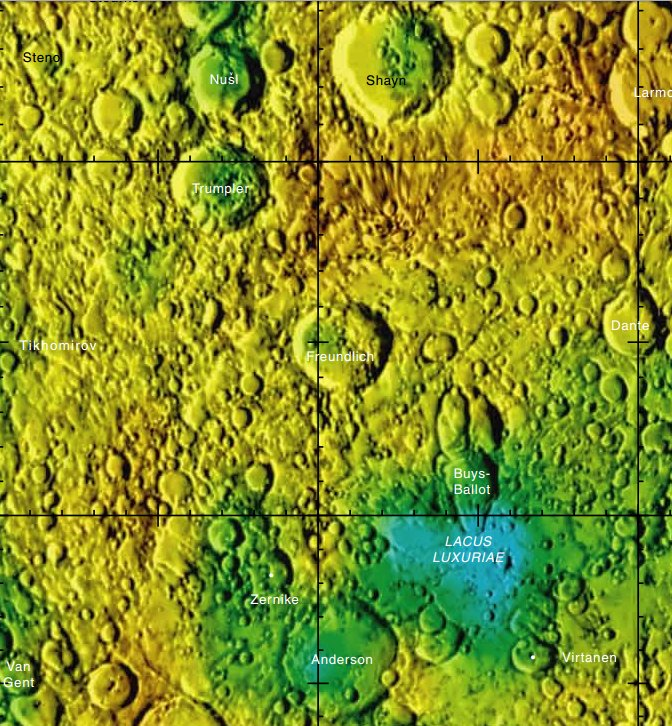
Localització de Nušl (part de dalt del quadrant superior esquerra de la imatge)

El diàmetre del cràter és de 61 km i la seva profunditat mitjana és de 3,8 km, però la gamma completa d'altures (des del punt més sota del sòl fins al punt més alt de la vora) aconsegueix els 5,2 km.
S'estima que pertany al Període Ímbric Superior, amb una antiguitat compresa entre 3800 i 3200 milions d'anys. El seu brocal apareix lleument erosionat, i posseeix algunes estructures terraplenades en la seva paret interna. El petit cràter satèl·lit Nušl E està unit a la vora exterior del cràter principal en el seu sector est-nord-est. El sòl interior és relativament pla, amb un pic central allargat prop del punt mitjà. Nušl només conté petits cràters, sent el més gran de 1,5 km de diàmetre. No posseeix afloraments de lava, esquerdes o un sistema de marques radials.

## Cràters satèl·lit
Per convenció aquests elements són identificats en els mapes lunars posant la lletra en el costat del punt central del cràter que està més prop de Nušl.
|     | \| Nuš \| Coordenades \| Diàmetre \| \| --- \| -------------------------------------- \| -------- \| \| E \| 32° 48′ N, 169° 00′ E / 32.8°N,169.0°E \| 26,5 km \| \| S \| 31° 12′ N, 164° 06′ E / 31.2°N,164.1°E \| 42 km \| \| Y \| 34° 12′ N, 166° 48′ E / 34.2°N,166.8°E \| 51 km \| |          |
| Nuš | Coordenades | Diàmetre |
| E   | 32° 48′ N, 169° 00′ E / 32.8°N,169.0°E | 26,5 km  |
| S   | 31° 12′ N, 164° 06′ E / 31.2°N,164.1°E | 42 km    |
| Y   | 34° 12′ N, 166° 48′ E / 34.2°N,166.8°E | 51 km    |

### Altres referències
- (WGPSN), IAU Working Group for Planetary System Nomenclature. «Gazetteer of Planetary Nomenclature. 1:1 Million-Scale Maps of the Moon» (en anglès).  UAI / USGS, 13-02-2013. [Consulta: 6 abril 2016].
- Andersson, L. E.; Whitaker, E. A.,. NASA Catalogue of Lunar Nomenclature (en anglès).  NASA RP-1097, 1982.
- Blue, Jennifer. «Gazetteer of Planetary Nomenclature» (en anglès).  USGS, 25-07-2007. [Consulta: 2 gener 2012].
- Bussey, B.; Spudis, P.. The Clementine Atlas of the Moon (en anglès).  Nueva York: Cambridge University Press, 2004. ISBN 0-521-81528-2.
- Cocks, Elijah E.; Cocks, Josiah C.. Who's Who on the Moon: A Biographical Dictionary of Lunar Nomenclature (en anglès).  Tudor Publishers, 1995. ISBN 0-936389-27-3.
- McDowell, Jonathan. «Lunar Nomenclature» (en anglès).   Jonathan's Space Report, 15-07-2007. [Consulta: 2 gener 2012].
- Menzel, D. H.; Minnaert, M.; Levin, B.; Dollfus, A.; Bell, B. «Report on Lunar Nomenclature by The Working Group of Commission 17 of the IAU» (en anglès). Space Science Reviews, 12, 1971, pàg. 136.
- Moore, Patrick. On the Moon (en anglès).  Sterling Publishing Co, 2001. ISBN 0-304-35469-4.
- Price, Fred W. The Moon Observer's Handbook (en anglès).  Cambridge University Press, 1988. ISBN 0521335000.
- Rükl, Antonín. Atlas of the Moon (en anglès).  Kalmbach Books, 1990. ISBN 0-913135-17-8.
- Webb, Rev. T. W.. Celestial Objects for Common Telescopes, 6ª edición revisada (en anglès).  Dover, 1962. ISBN 0-486-20917-2.
- Whitaker, Ewen A. Mapping and Naming the Moon (en anglès).  Cambridge University Press, 2003. 978-0-521-54414-6.
- Wlasuk, Peter T. Observing the Moon (en anglès).  Springer, 2000. ISBN 1-85233-193-3.